# Ponte Nova (ort i Brasilien, Minas Gerais, Ponte Nova)
Ponte Nova är en ort i Brasilien.   Den ligger i kommunen Ponte Nova och delstaten Minas Gerais, i den sydöstra delen av landet, 700 km sydost om huvudstaden Brasília. Ponte Nova ligger 438 meter över havet och antalet invånare är 48 187.
Terrängen runt Ponte Nova är kuperad åt sydväst, men åt nordost är den platt. Ponte Nova ligger nere i en dal. Det finns inga andra samhällen i närheten.
Omgivningarna runt Ponte Nova är huvudsakligen savann. Runt Ponte Nova är det ganska tätbefolkat, med 160 invånare per kvadratkilometer.